# Contea di Clearwater (Idaho)
La contea di Clearwater (in inglese Clearwater County) è una contea dello Stato dell'Idaho, negli Stati Uniti. La popolazione al censimento del 2000 era di 8 930 abitanti. Il capoluogo di contea è Orofino.

## Geografia fisica
La contea si trova nel nord-est dell'Idaho, nel sud-est del saliente dell'Idaho al confine con il Montana. Il fiume principale è il Clearwater. Parte della Riserva Nez Perce si trova nel sud-ovest della contea.

### Contee confinanti
- Contea di Shoshone – nord
- Contea di Mineral (Montana) – nord-est
- Contea di Missoula (Montana)– est
- Contea di Idaho – sud
- Contea di Lewis – sud-ovest
- Contea di Nez Perce – sud-ovest
- Contea di Latah – ovest

## Storia
La contea du creata nel 1911 e fu chiamata come il fiume omonimo.

## Comuni

### Cities
- Elk River
- Orofino (capoluogo)
- Pierce
- Weippe